# رقم معلق
تعليق رقم رياضيٍّ هو تكريم يمنحه نادٍ لأحد اللاعبين، عادة بعد مغادرة اللاعب للفريق، أو اعتزاله الرياضة، أو وفاته، من خلال إيقاف استخدام الرقم الذي كان يرتديه على زيه، وعدم السماح لأي لاعب آخر باستخدامه. بمجرد تعليق رقم ما، لا يجوز لأي لاعب مستقبلي من الفريق ارتدائه، إلا إذا سمح اللاعب الأصلي بذلك؛ ومع ذلك، في كثير من الحالات لا يمكن استخدام الرقم على الإطلاق. قد يُمنح هذا التكريم أيضًا للاعبين الذين كانت لديهم مسيرة لا تُنسى، أو ماتوا قبل الأوان في ظروف مأساوية، أو انتهت مسيرتهم المهنية الواعدة بسبب إصابة خطيرة. تشمل بعض الرياضات التي يتم فيها تعليق أرقام الفريق كلا من البيسبول والكريكيت والهوكي على الجليد وكرة السلة وكرة القدم الأمريكية وكرة القدم. غالبًا ما يُشار إلى القمصان المُعلّقة باسم (hanging from the rafters) حيث يتم تعليقها في ملعب الفريق الرئيسي.
كان أول رقم تم تعليقه رسميًا من قبل فريق في رياضة احترافية هو رقم لاعب هوكي الجليد إيس بيلي، والذي تم تعليق رقمه 6 من قبل فريق تورنتو ميبل ليفس في عام 1934. كما قامت بعض الفرق بتعليق الرقم 12 تكريمًا لجماهيرها "اللاعب/الرجل الثاني عشر" (twelfth man). وعلى نحو مماثل، علّق فريقي ساكرامنتو كينغز وأورلاندو ماجيك اللاعب صاحب الرقم 6 تكريماً لجماهيرهما، "الرجل السادس" (sixth man). في بعض الأحيان، قد يُقرّر فريق تعليق رقم معين تكريمًا للمآسي التي تتعرض لها المدينة أو الولاية التي ينتمي إليها الفريق. على سبيل المثال، تم إيقاف الرقم 58 في عام 2018 من قبل فريق هوكي فيغاس غولدن نايتس تكريمًا للضحايا الـ 58 الذين قتلوا في إطلاق النار في لاس فيغاس عام 2017.

## الدوريات الرياضية في أمريكا الشمالية

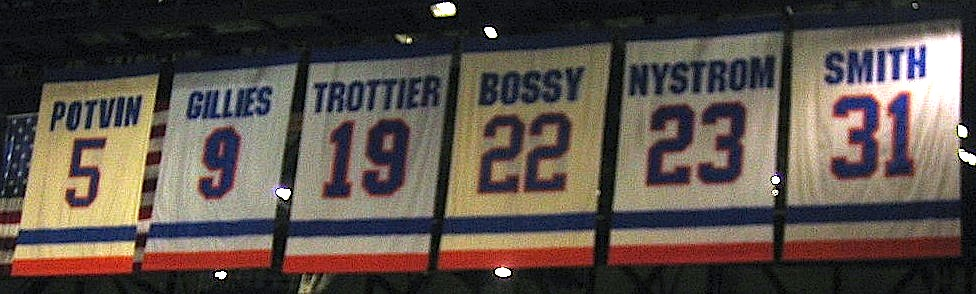
تم تعليق أرقام القمصان الخاصة بفريق نيويورك آيلاندرز التابع لدوري الهوكي الوطني اعتبارًا من عام 2007

إذا تم تعليق القميص وكان هناك لاعب نشط لا يزال يرتديه، يُسمح للاعب عادةً بارتداء الرقم طوال مسيرته كلاعب. إذا كان المديرون والمدربون في هذه الرياضة يرتدون أرقامًا موحدة، وأصبح اللاعب فيما بعد مدربًا لنفس الفريق، فيُسمح له أيضًا بارتدائها كمدرب.
ومع ذلك، في بعض الحالات، لا يزال بإمكان اللاعب اختيار تغيير رقمه. على سبيل المثال، في عام 1987 قرّر فريق بوسطن بروينز في دوري الهوكي الوطني تعليق ارتداء القميص رقم 7 تكريماً للاعب فيل إسبوزيتو، الذي أصبح نجماً أثناء اللعب مع الفريق. في ذلك الوقت كان الرقم #7 ملكًا لراي بورك، الذي كان قائد فريق بوسطن بروينز وأصبح نجمًا في حد ذاته. في ليلة حفل تكريم إسبوزيتو، نزل بورك إلى الجليد مرتديًا قميصه المعتاد رقم 7، والذي كان يرتديه منذ انضمامه إلى الدوري في عام 1979. ثم تزلج نحو قاعة المشاهير، وخلع قميصه رقم 7، وسلّمه إلى إسبوزيتو في ما يشار إليه بـ "استسلام" بورك للرقم 7 إلى إسبوزيتو. كان أسفل القميص قميصًا يحمل الرقم 77، والذي أصبح مرتبطًا ببورك كما كان الرقم 7 مرتبطًا بإسبوزيتو في بوسطن. في نهاية المطاف، انضم رقم قميص بورك الجديد إلى رقم إسبوزيتو في عوارض تي دي غاردن، حيث علّق فريق بروينز القميص رقم 77 بعد تقاعده في عام 2001.

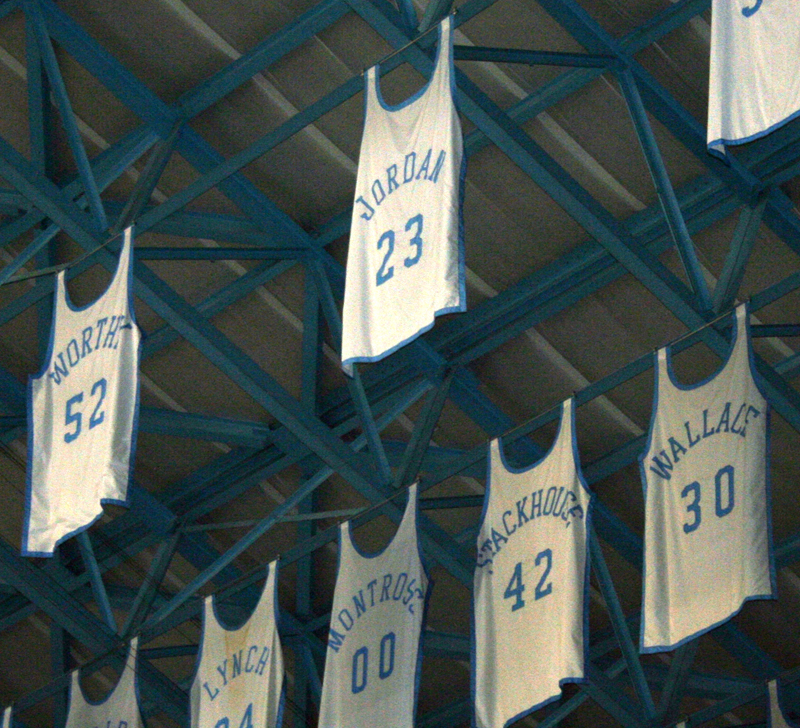
أرقام لاعبي كرة السلة المُعلّقة في ولاية كارولينا الشمالية (بما في ذلك القميص رقم 23 لمايكل جوردن) في العوارض الخشبية في مركز دين سميث

في حالات نادرة، قد يتم تعليق رقم ما بسبب جهود اللاعب في مجالات أخرى. على سبيل المثال، تم تعليق الرقم 48 الذي كان يحمله نجم كرة القدم الجامعية السابق جيرالد فورد من قبل فريق كرة القدم بجامعة ميشيغان خلال مسيرته المستقبلية كرئيس الولايات المتحدة الثامن والثلاثين.
كما تقوم الفرق أيضًا بإخراج الأرقام من التداول دون تعليقها رسميًا، على الرغم من أنه من المفهوم بشكل عام أن هذه الأرقام لن يتم إصدارها مرة أخرى أبدًا. على سبيل المثال، قام فريق بيتسبورغ ستيلرز بتعليق ثلاثة أرقام رسميًا فقط: رقم #70 الخاص بإيرني ستوتنر، ورقم #75 الخاص بجو غريني، ورقم #32 الخاص بفرانكو هاريس. ومع ذلك، فإنهم لم يعيدوا إصدار أرقام العديد من أعظم لاعبيهم منذ تقاعدهم، ومن المفهوم أن أي لاعب من فريق ستيلرز لن يرتديها مرة أخرى على الإطلاق. على سبيل المثال، لم يتم إعادة إصدار الرقم 75 لغريني منذ تقاعده في عام 1981. وعلى نحو مماثل، باستثناء ثنائي من لاعبي الوسط في منتصف الثمانينيات، لم يقم فريق غرين باي باكرز بإعادة إصدار الرقم 5 الذي كان يحمله بول هورنونغ منذ رحيله عن الفريق بعد موسم 1966. لا يوقف فريق دالاس كاوبويز الأرقام رسميًا، ولكن من المفهوم بشكل عام أن الرقم 12 الذي يحمله روجر ستوباخ، والرقم 74 الذي يحمله بوب ليلي، والرقم 8 الذي يحمله تروي إيكمان، والرقم 22 الذي يحمله إيميت سميث لن يتم إصداره مرة أخرى أبدًا (على الرغم من أن فريق دالاس كاوبويز استخدم الرقم 74 الذي يحمله ليلي في بعض الأحيان في فترة ما قبل الموسم). بالإضافة إلى ذلك، بعد إطلاق سراح بيتون مانينغ من قبل فريق إنديانابوليس كولتس، صرح المالك جيم إيرساي أنه لن يرتدي أي لاعب من فريق كولتس رقم 18 الخاص بمانينغ مرة أخرى، على الرغم من أنه لم يتم تعليقه رسميًا حتى عام 2016. بعد رحيله عن الفريق في عام 2004، قام فريق ليكرز بإزالة الرقم 34 الخاص بشاكيل أونيل من التداول، ولم يتم تعليقه رسميًا إلا في عام 2013.

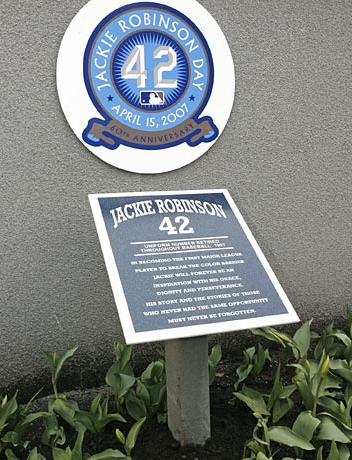
لوحة تذكارية تكريما لجاكي روبنسون في منتزه النصب التذكاري في ملعب يانكي القديم. تم تعليق الرقم 42 الخاص به لجميع فرق MLB في عام 1997

تقوم بعض الفرق إما بشكل رسمي أو غير رسمي بإخراج قميص من التداول عندما يموت أحد اللاعبين أو تنتهي مسيرته بسبب إصابة خطيرة أو مرض. على سبيل المثال، بين عامي 1934 و2016، لم يقم فريق تورونتو مابل ليفس بتعليق رقم اللاعب إلا إذا تعرض لحادث ينهي مسيرته أثناء اللعب مع الفريق. نتيجة لذلك، لم يُعلقوا سوى قميصين في تاريخهم خلال ذلك الوقت؛ تم تعليق القميص رقم 6 الخاص بإيس بيلي بعد تعرضه لإصابة في الرأس أنهت مسيرته وتم تعليق القميص رقم 5 الخاص ببيل بارلكو (Bill Barilko) بعد اختفائه ووفاته المفترضة في رحلة صيد (تم تأكيد وفاته بعد سنوات مع اكتشاف حطام الطائرة التي كان بها). أوقف فريق نيويورك يانكيز لاعبه لو جيريج رقم 4 بعد أن أُجبر على التقاعد بسبب التصلب الجانبي الضموري. لم يعد فريق نيويورك جيتس إصدار الرقم 90 الخاص بدنيس بيرد بعد إصابة في الرقبة أنهت مسيرته المهنية، وكان من المفهوم قبل فترة طويلة من تعليقه الرسمي في عام 2012 أنه لن يرتديه أي لاعب في فريق جيتس مرة أخرى. على نحو مماثل، بعد أن أجبر واين كريبيت على التقاعد بعد تعرضه لارتجاجات متعددة، أخرج فريق نيويورك جيتس رقمه رقم 80 من التداول لكنه لم يُعلّقه بعد؛ وكان دنيس بيرد وكورتيس مارتن أحدث لاعبين من فريق نيويورك جيتس يتم تعليق أرقامهما حيث حدث ذلك في نفس اليوم. بعد اعتزال ماجيك جونسون بسبب إصابته بفيروس نقص المناعة البشرية، علّق فريق ليكرز القميص رقم 32 الذي كان يرتديه.
في عام 2008، أوقفت جامعة برينستون استخدام الرقم 42 لجميع فرق برينستون تايجرز الرياضية تكريمًا لبيل برادلي والفائز بجائزة هيزمان ديك كازماير. أوقفت جامعة كاليفورنيا في لوس أنجلوس نفس العدد في عام 2014 لجميع فرق بوسطن بروينز الرياضية تكريما لجاكي روبنسون، الذي لعب في أربع رياضات في المدرسة قبل مسيرته في قاعة المشاهير في لعبة البيسبول. على الرغم من أن روبنسون لم يرتدِ رقم 42 أبدًا في جامعة كاليفورنيا، إلا أن المدرسة اختارته بسبب هويتها التي لا تمحى مع روبنسون.
في عام 2011، قام فريق ميشيغان ولفرينز لكرة القدم إعادة جميع الأرقام التي تم تعليقها لإنشاء قمصان أسطورية يرتديها أفضل لاعبيه. كانت القمصان المٌعادة هي رقم 47 لبيني أوستربان، ورقم 48 لجيرالد فورد، ورقم 87 لرون كرامر، ورقم 11 للإخوة ويستيرت (وايتي ويستيرت، وآل ويستيرت، وألفين ويستيرت)، ورقم 98 لطوم هارمون. في عام 2015، تم إيقاف برنامج الأساطير، وتمت إعادة سحب الأرقام.
في 18 ديسمبر 2017، أصبح كوبي براينت اللاعب الوحيد الذي تم تعليق رقمين له (8، 24) من قبل نفس الفريق، لوس أنجلوس ليكرز. بعد وفاة براينت، أعلن فريق دالاس مافريكس أن الرقم 24 لن يصدر بعد الآن للفريق (على الرغم من أن براينت قضى مسيرته المهنية بأكملها مع فريق ليكرز). على الرغم من أن الرقم لم يتم إصداره منذ ذلك الحين، إلا أنه لم يتم تكريمه في العوارض الخشبية كرقم مُعلّق رسمي.

### أرقام مُعلّقة على مستوى الدوري
تم تعليق أرقام ثلاثة لاعبين في الدوريات الرياضية الكبرى في أمريكا الشمالية من قبل جميع الفرق في دورياتهم الخاصة، وهم جاكي روبنسون، أول لاعب أسود في العصر الحديث لدوري البيسبول الرئيسي، وواين جريتزكي، الذي يمكن القول إنه أعظم لاعب هوكي في كل العصور،[بحاجة لمصدر] وبيل راسل، اللاعب الأكثر نجاحًا في تاريخ الدوري الأميركي للمحترفين من حيث إجمالي انتصارات البطولة.
تم تعليق رقم روبنسون (42) على مستوى الدوري في عام 1997. ومع ذلك، سُمح للاعبين الذين كانوا يرتدون الرقم في ذلك الوقت بالاحتفاظ به طوال مدة حياتهم المهنية؛ وكان ماريانو ريفيرا هو اللاعب المتبقي الأخير الذي ارتدى الرقم، وقد تقاعد في نهاية موسم 2013. الاستثناء الوحيد الآخر لهذا التعليق هو لجاكي روبنسون، في 15 أبريل، خلال الذكرى السنوية لأول ظهور لروبنسون في دوري البيسبول الرئيسي، حيث ارتدى جميع الأفراد (اللاعبون والمديرون والمدربون والحكام) الرقم 42.
واين جريتزكي، الذي اعتزل باعتباره أفضل لاعب في تاريخ دوري الهوكي الوطني من حيث الأهداف والنقاط والتمريرات الحاسمة، تمّ تعليق قميصه الذي يحمل رقم 99 على مستوى الدوري في مباراة كل نجوم دوري الهوكي الوطني لعام 2000. في 11 أغسطس 2022، أعلن اتحاد كرة السلة الأميركي أنه سيوقف ارتداء القميص رقم 6 الذي يحمله بيل راسل على مستوى الدوري، مما يسمح للاعبين الذين يرتدون الرقم بالفعل بمواصلة القيام بذلك.

## كرة القدم

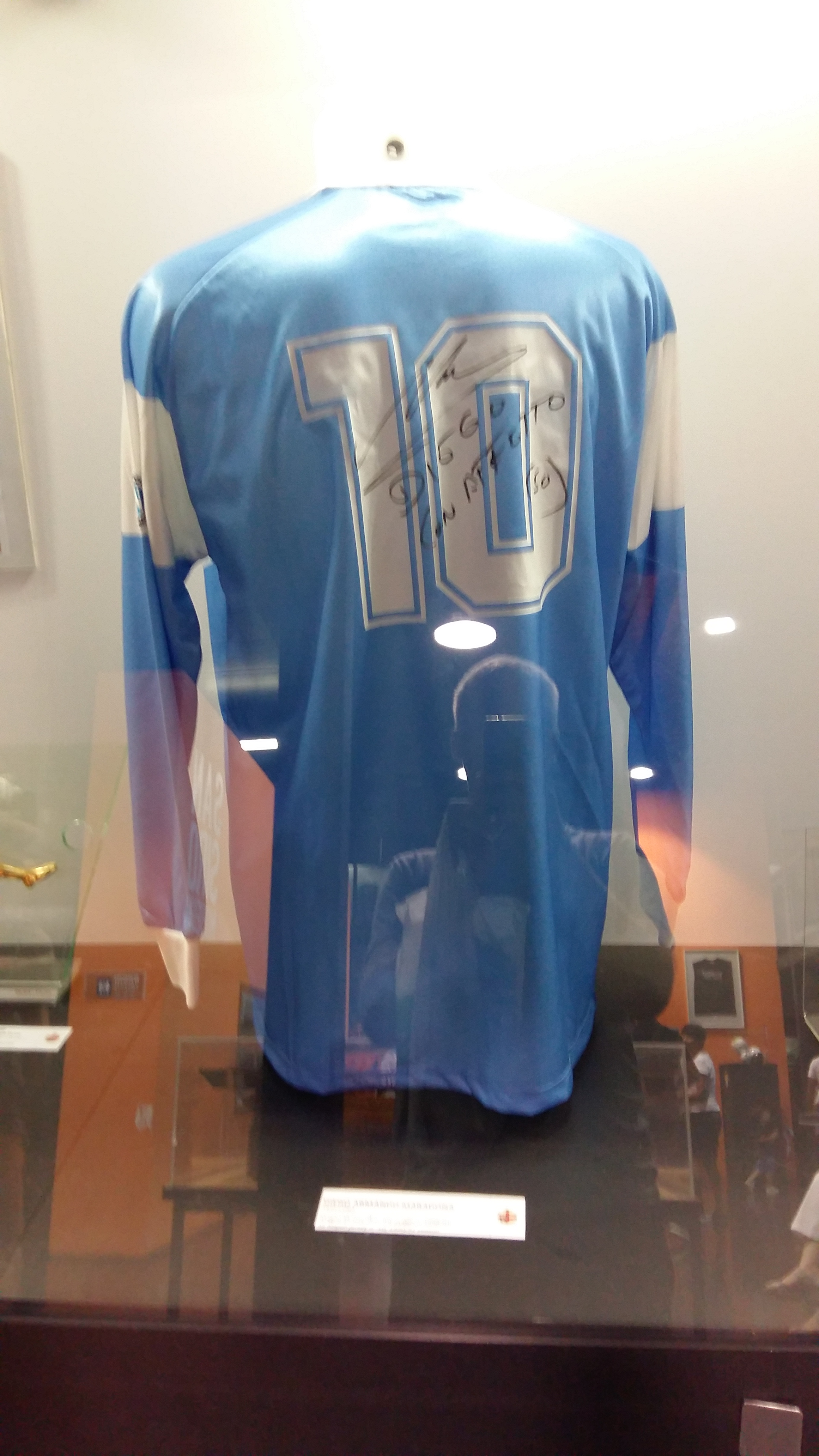
قميص كرة القدم الذي يرتديه دييغو مارادونا في نادي نابولي الإيطالي. تم تعليق الرقم 10 الذي كان يرتديه من قبل نابولي في عام 2000

لدى كرة القدم تاريخ أقصر بكثير فيما يتعلق بارتداء اللاعبين لأرقام الفريق؛ فمنذ تقديم أرقام القمصان في ثلاثينيات القرن العشرين وحتى تسعينيات القرن العشرين، كان اللاعبون في الفريق يرتدون دائمًا الأرقام من 1 إلى 11، بغض النظر عن اللاعبين الذين تم اختيارهم. وهذا يعني أن اللاعبين كانوا يرتدون في كثير من الأحيان أرقامًا مختلفة أثناء وجودهم مع النادي وحتى خلال نفس الموسم، ولم يكن من السهل ربطهم برقم محدد مثل اللاعبين في الرياضات في أمريكا الشمالية. ومع ذلك، ارتبط بعض اللاعبين النجوم برقم معين، وهذا، إلى جانب أن أرقام الفريق أصبحت أكثر شيوعًا منذ التسعينيات، أدى إلى قيام بعض الأندية بتعليق أرقامها. أندية روما وميلان وأياكس وبرمنغهام سيتي وإنتر ميلان ونابولي ومانشستر سيتي ولانس وليون ونانت وسوانزي سيتي جميعها لديها أرقام قمصان مُعلّقة. ويعتزم نادي ميلان تعليق قميص فرانكو باريزي رقم 6 وقميص باولو مالديني رقم 3 (مع الإشارة من أن أحد أبناء مالديني يمكنه ارتداء القميص إذا لعب بشكل احترافي مع النادي). قرّر نادي سوانزي تعليق رقم قميص بيزن إدريزاج بعد وفاته بسبب أزمة قلبية. أوقفت أندية مانشستر سيتي ولانس وليون استخدام رقم القميص الذي كان يحمله مارك فيفيان فويه بعد وفاته على أرض الملعب في بطولة كأس القارات 2003.
رفض الاتحاد الدولي لكرة القدم (فيفا) كافة محاولات المنتخبات الوطنية لإيقاف أرقامها. ومن بين هذه المحاولات محاولة المنتخب الكاميروني إيقاف رقم فوي،[بحاجة لمصدر] إضافة إلى المنتخب الأرجنتيني ورقم 10 لدييغو مارادونا، والمنتخب الهولندي ورقم 14 ليوهان كرويف.

## قواعد كرة القدم الأسترالية
في كرة القدم الأسترالية، قد تمارس بعض الأندية حق تعليق رقم غيرنسي (guernsey) معين، إما لتكريم لاعب سابق أو ببساطة للتوقف عن استخدام الرقم. تشمل الأمثلة نادي هاوثورن لكرة القدم، الذي علّق ارتداء القميص رقم 1 قبل بداية موسم 2011 من دوري كرة القدم الأسترالي كتقدير للجماهير، وفقًا لما ذكره ماكس بيلي، آخر شخص ارتدى القميص رقم 1، والذي انتهت مسيرته المهنية بسبب إصابات متعددة في ركبته اليمنى، وشكر الجماهير على محاولات عودته، ونادي كولينغوود لكرة القدم، الذي علّق ارتداء القميص رقم 42 تكريمًا لدارين ميلان، لاعب الدوري الممتاز في كولينغوود الذي قُتل في حادث سيارة في عام 1991.

## رياضة السيارات
في سباقات ناسكار، تم تعليق الأرقام بشكل غير رسمي مرة واحدة فقط؛ وذلك في جولة (Whelen Modified Tour)، حيث تم تعليق الرقم 61 لريتشي إيفانز بعد وفاته في عام 1985. علّقت ناسكار بشكل غير رسمي الرقم 3 تكريمًا لديل إيرنهارت الأب بعد وفاته على المضمار في سباق دايتونا 500 عام 2001. بعد وفاته، تم تغيير فريق إيرنهارت القديم إلى الرقم 29، وقاد السائق البديل (كيفن هارفيك) السيارة رقم 29 خلال موسم 2013. قام ديل إيرنهاردت جونيور بظهورين خاصين بسيارة رقم 3 في سلسلة بوش في عام 2002 ومرة أخرى في سلسلة (Nationwide) التي أعيدت تسميتها في 2 يوليو 2010 في دايتونا، ولكن بخلاف ذلك، كان الرقم 3 غائبًا عن جميع سلاسل الجولات الوطنية الثلاث حتى عام 2009، عندما قاد أوستن ديلون رقم 3 في سلسلة شاحنات (Camping World). ديلون هو حفيد صديق إيرنهاردت منذ فترة طويلة ومالك السيارة ريتشارد تشايلدريس، وهو يقود لفريق ريتشارد تشيلدريس ريسينغ (Richard Childress Racing). بعد فوزه بلقب سلسلة الشاحنات في عام 2011، قاد السيارة رقم 3 في سلسلة (Nationwide) في عامي 2012 و2013، وأعاد الرقم إلى سلسلة الكأس في عام 2014 عندما بدأ المنافسة بدوام كامل في تلك السلسلة لصالح ريتشارد تشيلدريس ريسينغ. كان تاي ديلون، شقيق أوستن (حفيد آخر لـ تشايلدريس)، يقود السيارة رقم 3 في سلسلة شاحنات كامبينج وورلد وبدأ في قيادة السيارة رقم 3 في سلسلة (Nationwide)، المعروفة الآن باسم سلسلة (Xfinity)، في عام 2014.
من عام 2004 إلى عام 2006، استخدم السائقون في سباق الأبطال الدولي أرقامهم من سلسلة سباقاتهم الأساسية. ومع ذلك، تم تعليق السيارة رقم #3 من السباق نتيجة لوفاة إيرنهاردت، وأي سائق قاد السيارة رقم #3 في سلسلة سباقاته الأساسية سوف يقود السيارة رقم #03 بدلاً منها. وعلى هذا النحو، قاد هيليو كاسترو نيفيز، الذي يقود السيارة رقم #3 في سلسلة إندي كار، السيارة رقم #03.
بعد سباق "24 ساعة في دايتونا" لعام 1989، وبعد أَشْهُرٍ من حادث الطائرة المميت الذي تعرض له آل هولبرت، قامت (IMSA) بتعليق الرقم 14 الخاص به.
أوقفت (CART) استخدام الرقم 99 بعد الحادث المميت الذي وقع لغريغ مور في عام 1999. ومع ذلك، منذ توحيد سلسلة إندي كار في عام 2008، تم التخلي عن هذا الاعتراف منذ ذلك الحين. لفترة وجيزة خلال أوائل ومنتصف التسعينيات، علّقت (CART) بشكل غير رسمي الرقم 14 (تكريمًا لأنتوني فويت)، مما سمح بحمله فقط بواسطة إدخال (AJ Foyt Enterprises). بعد تقسيم العجلة المفتوحة في عام 1996، تم رفع القاعدة في مسابقة (CART).
علّق سباقا الجائزة الكبرى للدراجات النارية استخدام الرقم #74 بعد الحادث المميت الذي وقع لدايجيرو كاتو في عام 2003، والرقم #48 بعد الحادث المميت الذي وقع لشويا توميزاوا في عام 2010، والرقم #58 بعد حادث ماركو سيمونسيلي في حلبة سيبانغ في عام 2011، والرقم #39 بعد وفاة لويس سالوم في حلبة دي كاتالونيا في عام 2016. في يناير 2019، تم تعليق الرقم 69 تكريمًا لنيكي هايدن، الذي توفي في حادث دراجة في مايو 2017. في عام 2021، تم تعليق الرقم 50 تكريمًا لجيسون دوباسكوير الذي توفي بعد حادث في حلبة موجيلو.
بطولة العالم للفورمولا 1، والتي سمحت للسائقين باختيار رقمهم الخاص منذ موسم 2014، علّقت استخدام الرقم 17 بعد وفاة جول بيانكي عام 2015 جرّاء إصابات خطيرة تعرض لها في حادث في سباق جائزة اليابان الكبرى 2014. لم يُسمح لأي سائق باستخدام الرقم 1 للبطل المدافع، إذا اختاروا عدم استخدامه. في عام 2017، لم يُسمح لأي سائق باستخدام الرقم 1 حيث تقاعد نيكو روسبيرغ بعد فوزه بموسم 2016. كما أنه لا يمكن استخدام الرقم القديم للسائق المتقاعد (باستثناء الرقم 1) لمدة عامين في حالة العودة. لذلك: حتى نهاية موسم 2024، لا يزال بإمكان السائقين المذكورين استخدام الرقم 5 (سيباستيان فيتل) ورقم 6 (نيكولاس لطيفي) ورقم 47 (ميك شوماخر) إذا عادوا. إذا عادوا بعد الوقت المحدد، فيجب عليهم استخدام رقم مختلف، حتى لو لم يتم أخذ الأرقام من قبل أي شخص آخر.
قامت بطولة فورمولا 2 التابعة للاتحاد الدولي للسيارات، والمعروفة سابقًا باسم سلسلة جي بي 2، بتعليق رقم 19 بعد وفاة أنطوان هوبير في حادث خلال جولة سبا فرانكورشان للفورمولا 2 التابعة للاتحاد الدولي للسيارات عام 2019.
علّقت بطولة العالم للراليات التابعة للاتحاد الدولي للسيارات، والتي سمحت للسائقين باختيار رقمهم الخاص منذ عام 2019، استخدام الرقم 42 بعد وفاة كريغ برين في عام 2023 أثناء اختبار رالي كرواتيا 2023.

## الكريكيت
قرر اتحاد الكريكيت الأسترالي تعليق ارتداء القميص الدولي رقم 64 الذي كان يحمله فيليب هيوز، تخليداً لذكراه، بعد وفاته أثناء مباراة في عام 2014.
في عام 2017، قرّر مجلس الكريكيت الهندي بشكل غير رسمي تعليق القميص رقم 10 الذي كان يرتديه ساشين تندولكار في المباريات الدولية ليوم واحد.
علّق اتحاد الكريكيت النيبالي القميص رقم 77 الذي كان يحمله باراس خادكا، بعد تقاعد القائد الأكثر نجاحًا في البلاد في أغسطس 2021.

## دوري الرغبي
في رياضات أخرى مثل دوري الرغبي واتحاد الرغبي، وعلى الرغم من التاريخ الطويل للألعاب، كان من المعتاد أن يتم تعليق أرقام القمصان لأن كل رقم يمثل مواقع معينة في الملعب. ومع ذلك، بما أن المزيد من الدوريات قد توقفت عن استخدام أرقام الفريق، فقد أصبح تعليق الأرقام ممكنًا الآن. كان أول مثال مسجل في دوري الرغبي في مايو 2015 عندما سحب فريق (Keighley Cougars) الرقم 6 بعد وفاة داني جونز أثناء مباراة.
بعد وفاة اللاعب السابق روجر ميلوارد، سحب نادي هال كينغستون روفرز القميص رقم 6 الذي اعتاد ميلوارد ارتداؤه. تم تخصيص رقم 32 لتيري كامبيسي الذي تم تخصيص هذا الرقم له لعام 2016. في ديسمبر 2024، أعلن هال كينغستون روفرز أن القميص رقم 6 "لم يتم تعليقه" ليستخدمه ستيف بريسكوت ابتداء من موسم 2025 فصاعدًا.
في عام 2014، قرر نادي نيوكاسل نايتس تعليق القميص رقم 16 في كل مباراة بدءًا من الجولة الرابعة، بعد إصابة في الرقبة أنهت مسيرة أليكس ماكينون، حيث تركته مشلولًا شللاً رباعيًا.

## رياضات أخرى
في رياضة هوكي الجليد الفنلندية، إذا تم تعليق رقم اللاعب، يمكن لأفراد الأسرة استخدام الرقم المُعلّق إذا كانوا يلعبون لنفس المنظمة. تم تعيلق الرقم 3 الخاص بتيمو نوملين من قبل فريق (TPS)، وفي وقت لاحق ارتدى ابنه، بيتيري نوملين، الرقم 3 للفريق.
في أعقاب وفاة وتر ويلاندت في سباق طواف إيطاليا 2011، قرّر المنظمون عدم إعادة تعيين رقم ويلاندت وهو 108 في الإصدارات المستقبلية من السباق.
في ديسمبر 2020، بعد وفاة المصارع المحترف جون هوبر -الذي كان يصارع تحت اسم الحلبة "السيد برودي لي"- في العرض الترويجي الأمريكي آول إليت ريسلينغ (AEW)، أوقف العرض الترويجي إصدار الحزام الأحمر من حزام بطولة (AEW TNT) الذي كان يستخدم حتى تلك النقطة تكريمًا لهوبر، الذي كان حامل اللقب الثاني للبطولة؛ تم منح الحزام إلى الابن الأكبر لهوبر. يتم الآن استخدام نسخة الحزام الأسود للبطولة.
في احتفالات قبل المباراة الافتتاحية لألمانيا في بطولة أوروبا لكرة السلة 2022 ضد فرنسا في 2 سبتمبر في كولونيا، علّق الاتحاد الألماني لكرة السلة القميص رقم 14 الذي ارتداه لاعب قاعة المشاهير ديرك نوفيتسكي مع المنتخب الوطني للرجال. منذ ذلك الحين، يتم تعليق نسخة طبق الأصل من قميص نوفيتسكي على عوارض الملاعب في جميع مباريات المنتخب الألماني للرجال على أرضه.

## ملحوظات
1. ↑  تم تعيين نوفيتسكي رسميًا في عامه الأول من الأهلية في عام 2023.